# 羊毛衫乐队
羊毛衫（英語：The Cardigans）是一个瑞典乐队，组建于1992年。从早期的indie、'60s-inspired pop到band-based rock，他们每张专辑的风格都大相径庭。
首张专辑《Emmerdale》(1994)，为羊毛衫在瑞典国内奠定了坚实的基础，并带来了一定的国际影响，特别是在日本。但直到他们的第二张专辑《Life》(1995)发行后，乐队才有了一个大的飞跃。
羊毛衫在瑞典之外比较著名的曲目是单曲《Erase and Rewind》、專輯《Gran Turismo》(1998)中的"My Favourite Game"以及專輯《First band on the Moon》(1996)中的"Lovefool"。其中"Lovefool"编入电影《羅密歐與茱麗葉》 (William Shakespeare's Romeo + Juliet) 原声带。

## 音乐作品
专辑
- 艾瑪達爾 Emmerdale (1994)
- 生活 Life (1995)
- 第一個登陸月球的樂團 First Band on the Moon (1996)
- 狂飆青春 Gran Turismo (1998)
- 黎明之前 Long Gone Before Daylight (2003)
- 超重力 Super Extra Gravity (2005)

精选
- 月球的另一端 The Other Side of the Moon (1997)
- 純羊毛經典 Best of (2008)